# 노사 세뇨라 다 그라사호 사건
노사 세뇨라 다 그라사호 사건(일본어: ノサ・セニョーラ・ダ・グラサ号事件 ノサ・セニョーラ・ダ・グラサごうじけん[*], 포르투갈어: Incidente da Nossa Senhora da Graça)은 1610년에 벌어진 일본인에 의한 포르투갈 무역선 폭침 사건이다. 마드레 데 데우스호 사건(포르투갈어: Incidente da Madre de Deus)이라고도 불리는데, 포르투갈의 원사료에 있어서의 선명은 "노사 세뇨라 다 그라사호(포르투갈어: Nossa Senhora da Graça)"이다.

## 사건의 발단과 전투까지의 경위
사건의 발달은, 게이초 13년 10월 23일 (1608년 11월 30일), 히젠 히노에번주 아리마 하루노부가 참파에 파견한 주인선이 마카오에 월동기항하던 중, 일본인 선원이 거래를 둘러싸고 소요 사건을 일으켰고, 이를 마카오 카피탄 모르 (Capitão Mor, 총사령관)이었던 앙드레 페소아 (André Pessoa)가 진압했고, 이때문에 일본인 측에 다수의 사망자가 발생한 것이었다.
이듬해인 게이초 14년 5월 28일 (1609년 6월 28일), 페소아가 일본항해의 사령관으로서 나가사키에 도착했다. 페소아는 마카오 소요사건에 관한 조서를 나가사키 부교의 하세가와 사베에 후지히로에게 제출하고, 자신이 슨푸로 가서 오고쇼 도쿠가와 이에야스에게 직접 말하자는 제의를 했다. 이 건이 포르투갈 선박 무역의 두절로 이어질 것을 우려한 후지히로는 마카오 사건의 진상은 덮어두고 페소아의 서기인 마카오 레이탄(Mateo Leitão)을 대리인으로 슨푸에 보내도록 설득했다. 하지만, 레이탄의 출발 후에, 이에야스에 의한 상품의 선매권 행사에 불만을 품은 포르투갈 상인들이 거래 관계 개선과 후지히로의 잘못을 호소하기 위해 페소아가 직접 슨푸로 향하기로 결의했다. 이는 예수회 사람의 권고에 따라 실현되지는 않았지만, 이 일로 후지히로와 페소아의 관계는 악화되었다. 또한, 후지히로는 또 기존 관행을 깨고, 거래 방법을 변경하거나, 들여온 물건을 일방적으로 구입하는 바람에, 무역을 저해당한 포르투갈 상인들의 반감을 샀다. 그 때문에, 페소아는 레이탄에게 자유 무역의 보증을 얻을 것도 명했지만 실패했다. 네덜란드인의 대일 무역 참가 저지도 이뤄지지 않아, 일본 선박의 마카오 기항을 금지하는 그 해 7월 25일 (8월 24일)자 주인장을 이에야스로부터 하사받는데 그쳤다.
후지히로는 마카오에서의 사건에 대한 보복을 생각하고 있던 하루노부를 교사해, 페소아의 포박과 상선 포획을 이에야스에게 청원하도록 했다. 하루노부에게 캬라보쿠 구입을 위탁했던 이에야스는 보복행위로 포르투갈 선박 무역이 단절될 것을 당초 우려했으나, 포르투갈과 동군 연합을 맺고 있던 스페인 상인 마닐라 배가 포르투갈 선박에 적재돼 있던 생사 등을 보완할 것을 보증하고, 네덜란드 선박의 지속적인 내항도 기대할 수 있게 되자, 하루노부에 허가를 내 줬다.
슨푸로부터 페소아의 소환의 명이 전해졌지만, 신변의 위험을 느낀 페소아는 요청을 거부하고 배에 틀어박혀 수하물을 실은 채 출항 준비를 시작했다.

## 화공(焼き討ち)
나가사키에 도착한 하루노부는, 게이초 14년 12월 12일 (1610년 1월 6일), 후지히로의 지원을 받아, 병선 30척과 1,200명의 병사를 동원해, 다 그라사호를 공격했다. 12월 15일 (1월 9일), 4일 4밤의 전투 끝에 배는 불타올랐고, 페소아는 화약고에 불을 내라고 명령해 배를 폭파시키고 자침했다.
이 전투 때, 후지히로의 동생 하세가와 츄베에는 작은 배 2척을 나란히 하여 정루를 짜고 1척의 배로 만들어, 다 그라사호에 노를 저어 타고 옮겨 선주 안진(按針)을 죽였다고 한다.

## 같이 보기
- 제2차 세계 대전 기간 연합군 해군의 일본 포격